# コンゴ民主共和国暫定政府

コンゴ民主共和国
République démocratique du Congo

コンゴ民主共和国暫定政府（コンゴみんしゅきょうわこくざんていせいふ　The Transitional Government of the Democratic Republic of Congo）は、第二次コンゴ戦争終結後に設立された臨時政府である。

## 背景
1998年から2003年まで続いた戦争によって分裂した国家から、全会一致で合意された憲法に基づく政府へと移行する役割を担った。2001年に、かつて大統領を務めていたローラン・カビラが暗殺され、息子のジョゼフ・カビラが暫定政府大統領に任命された。暫定政府内閣は2003年7月17日に発表されている。暫定政府は、2006年の総選挙と、同年12月6日にジョゼフ・カビラが正式にコンゴ民主共和国大統領に就任したことで終了した。